# Miss Malaïka International 2004
Miss Malaïka International 2004, est la 4e élection de Miss Malaïka International, qui a lieu le 20 mars 2004 au Gallagher Convention Centre de Midrand, en Afrique du Sud.
L'Afrique du Sud, hôte du concours, accueille pour la 3e fois la compétition.
La gagnante, Sonia Mapicka, originaire du Gabon, succède à l'américaine, Morgan Chitty, Miss Malaïka International 2003.

## Résultats
| Résultats                       | Candidates |
| ------------------------------- | --- |
| Miss Malaïka International 2004 | - Gabon - Sonia Pascale Mapicka |
| 1re dauphine                    | - Zambie - Cynthia Kanema |
| 2e dauphine                     | - Éthiopie - Atetegeb Tesfaye Worku |
| Top 5                           | - Afrique du Sud - Gugulesizwe Nkosi - Madagascar - Finardie Bezara                                                                             |
| Top 10                          | - Allemagne - Jill Asemota - Bénin - Maryse Prisca Tohou - Botswana - Thandi Ontlametsa Masole - France - Fatou Kebe - Kenya - Jacqueline Kimeu |

## Candidates
- Afrique du Sud - Gugulesizwe Nkosi
- Allemagne - Jill Asemota
- Angola - Carin Pitra
- Botswana - Thandi Ontlametsa Masole
- Bénin - Maryse Prisca Tohou
- Burundi - Yvette Rusuku
- Cameroun - Julienne Manigoue
- Colombie - Carol Yaneth Hinojosa Angulo
- Côte d'Ivoire - Anita Bationo
- Éthiopie - Atetegeb Tesfaye Worku
- France - Fatou Kebe
- Gabon - Sonia Pascale Mapicka
- Ghana - Thelma Tawiah
- Guadeloupe - Cinthya Basileu
- Guinée - Fatoumata Diallo
- Kenya - Jacqueline Kimeu
- Lesotho - Seeng Mpphtlane
- Liberia - Munah Pelham
- Madagascar - Finardie Bezara
- Namibie - Helena Mungunda
- Nigeria - Olabisi Rahaman
- République démocratique du Congo - Valenta Aurore Kapay
- République du Congo - Selma Bissombolo
- Swaziland - Emma Kamanja
- Togo - Addis Amavi
- Zambie - Cynthia Kanema
- Zimbabwe - Yollandah Hall

## Déroulement de la cérémonie

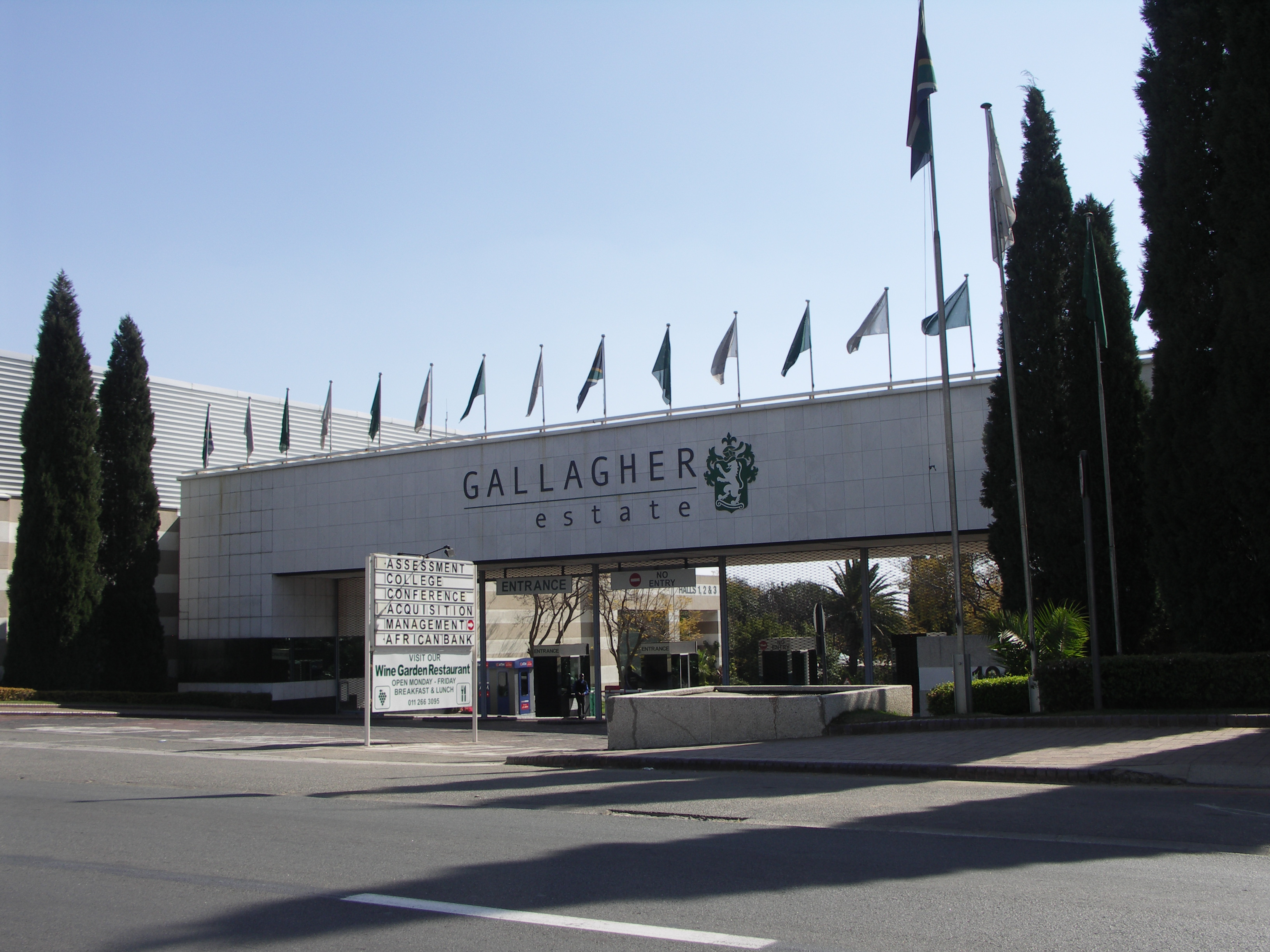
Le Gallagher Convention Centre, salle de l'élection.

Le début du défilé commence dès l'arrivée d'une voiture décapotable qui amène au fur et à mesure plusieurs prétendantes au titre. 
Les représentantes de l'Angola, du Botswana, du Bénin, du Burundi, de la Colombie, de l'Éthiopie, du Lesotho, de la République démocratique du Congo et la République du Congo se présentent. Les autres participantes n'ayant pas été présentées défilent avec des costumes nationaux.
Puis, viens le tour des dernières présentations des candidates viennent d'Afrique du Sud, d'Allemagne, du Cameroun, de la Côte d'Ivoire, de la France, du Gabon, du Ghana, de la Guadeloupe, de la Guinée, du Kenya, du Liberia, de Madagascar, de Namibie, de Nigeria, de Swaziland, du Togo, de Zambie et de Zimbabwe.
Les 10 demi-finalistes sont ensuite annoncées.
Les 5 finalistes sont ensuite annoncées. L'une d'entre elles devra répondre correctement à une seule question pendant que les quatre autres candidates seront munies d'un casque afin de ne pas entendre la réponse de celle qui est interrogée. Celle qui a aura répondu le mieux à cette unique question sera élue Miss Malaïka International.
À la fin de la cérémonie, le nom de la gagnante est annoncé.

### Jury
| Membre                 | Nationalité   | Notes                                                 |
| ---------------------- | ------------- | ----------------------------------------------------- |
| Gene Harley            | Américaine    | Directeur général d'Advantage International.          |
| Terry Mhungu           | Sud-africaine | Directeur général de Malipati Investment Holdings.    |
| Rosindra Manuela Graca | Angolaise     | Première dauphine de Miss Malaïka International 2002. |
| Emmanuelle Ponte       | Française     | Directrice-adjointe d'Afrique Magazine.               |
| Françoise Tretout      | Française     | Artiste.                                              |
| Paul Bie Eyene         | Gabonaise     | Ambassadeur du Gabon en Afrique du Sud et de Russie.  |

### Prix attribués
| Prix                                              | Nom                                     |
| ------------------------------------------------- | --------------------------------------- |
| Meilleur costume national (Best National Costume) | Colombie - Carol Yaneth Hinojosa Angulo |
| Miss Personnalité (Miss Personnality)             | Liberia - Munah Pelham                  |

### Représentation des candidates aux concours nationaux
| Concours de beauté international | Année | Pays/Territoire | Candidate      | Classement                                         |
| -------------------------------- | ----- | --------------- | -------------- | -------------------------------------------------- |
| Miss Liberia                     | 2005  | Liberia         | Munah Pelham   | 1re dauphine (Représente le comté de Montserrado ) |
| Miss Univers Zambie              | 2005  | Zambie          | Cynthia Kanema | Miss Univers Zambie 2003                           |
| Miss Zambie                      | 2003  | Zambie          | Cynthia Kanema | Miss Zambie 2003                                   |
| Zambia's Super Model             | 2010  | Zambie          | Cynthia Kanema | Zambia's Super Model 2010                          |

### Représentation des candidates aux concours internationaux
| Concours de beauté international | Année | Pays/Territoire | Candidate              | Classement                      | Lieu du concours         |
| -------------------------------- | ----- | --------------- | ---------------------- | ------------------------------- | ------------------------ |
| Miss Afrique International       | 2004  | Zambie          | Cynthia Kanema         | Miss Afrique International 2004 | Washington, États-Unis   |
| Miss International               | 2004  | Zambie          | Cynthia Kanema         | Non classée                     | Pékin, Chine             |
| Miss Monde                       | 2003  | Zambie          | Cynthia Kanema         | Non classée                     | Sanya, Chine             |
| Silver Bird's Best Model         | 2005  | Liberia         | Munah Pelham           | Silver Bird's Best Model 2005   | Lagos, Nigeria           |
| Miss Terre                       | 2005  | Zambie          | Cynthia Kanema         | Non classée                     | Quezon City, Philippines |
| Miss Univers                     | 2005  | Éthiopie        | Atetegeb Tesfaye Worku | Non classée                     | Bangkok, Thaïlande       |
| Miss Univers                     | 2005  | Zambie          | Cynthia Kanema         | Non classée                     | Bangkok, Thaïlande       |